# Aya Ueto
 (février 2025).
La mise en forme du texte ne suit pas les recommandations de Wikipédia : il faut le « wikifier ».
Les points d'amélioration suivants sont les cas les plus fréquents. Le détail des points à revoir est peut-être précisé sur la page de discussion.
- Les titres sont pré-formatés par le logiciel. Ils ne sont ni en capitales, ni en gras.
- Le texte ne doit pas être écrit en capitales (les noms de famille non plus), ni en gras, ni en italique, ni en « petit »…
- Le gras n'est utilisé que pour surligner le titre de l'article dans l'introduction, une seule fois.
- L'italique est rarement utilisé : mots en langue étrangère, titres d'œuvres, noms de bateaux, etc.
- Les citations ne sont pas en italique mais en corps de texte normal. Elles sont entourées par des guillemets français : « et ».
- Les listes à puces sont à éviter, des paragraphes rédigés étant largement préférés. Les tableaux sont à réserver à la présentation de données structurées (résultats, etc.).
- Les appels de note de bas de page (petits chiffres en exposant, introduits par l'outil «  Source ») sont à placer entre la fin de phrase et le point final[comme ça].
- Les liens internes (vers d'autres articles de Wikipédia) sont à choisir avec parcimonie. Créez des liens vers des articles approfondissant le sujet. Les termes génériques sans rapport avec le sujet sont à éviter, ainsi que les répétitions de liens vers un même terme.
- Les liens externes sont à placer uniquement dans une section « Liens externes », à la fin de l'article. Ces liens sont à choisir avec parcimonie suivant les règles définies. Si un lien sert de source à l'article, son insertion dans le texte est à faire par les notes de bas de page.
- La présentation des références doit suivre les conventions bibliographiques. Il est recommandé d'utiliser les modèles {{Ouvrage}}, {{Chapitre}}, {{Article}}, {{Lien web}} et/ou {{Bibliographie}}. Le mode d'édition visuel peut mettre en forme automatiquement les références.
- Insérer une infobox (cadre d'informations à droite) n'est pas obligatoire pour parachever la mise en page.

Pour une aide détaillée, merci de consulter Aide:Wikification.
Si vous pensez que ces points ont été résolus, vous pouvez retirer ce bandeau et améliorer la mise en forme d'un autre article.
Aya Ueto (上戸 彩 Ueto Aya) est une actrice et chanteuse japonaise, née le 14 septembre 1985 à Tokyo. Elle a d'abord été une idole avec le groupe de J-pop Z-1, avant de poursuivre une carrière solo.

## Biographie
En 1997, Aya Ueto participe au 7e All-Japan National Beauty Contest (concours national de beauté) où elle reçoit un prix spécial de la part des juges qui l'amène à tourner plusieurs publicités. Ainsi commence sa carrière d'actrice.
En 1999, après avoir été Oha Girl dans l'émission pour enfants Oha Suta, elle forme un groupe de J-pop appelé Z-1 avec Mami Nejiki, Mai Fujiya, et Manami Nishiwaki. Elles sortent cinq singles puis un album avant de se séparer. Toutefois, Aya continue sa carrière en solo en signant deux ans plus tard avec Pony Canyon. Elle sort alors son premier single Pureness en 2002. Et depuis, elle a sorti de nombreux singles et cinq albums (le dernier étant sorti en 2009)
En même temps, Aya commence sa carrière d'actrice en 2000 avec un rôle dans Namida wo Fuite. Grâce à sa prestation dans 3 Nen B Gumi Kinpachi Sensei en 2001, elle obtient le rôle principal de nombreuses autres dramas telles que Kōkō Kyōshi 2003, Hitonatsu no Papa e, Ace o Nerae! et Attack N°1. En 2003, elle incarne l'héroÏne du film Azumi réalisé par Ryuhei Kitamura, puis elle reprend le rôle dans sa suite Azumi 2: Death or Love.

## Discographie

### Singles
1. Pureness (28 août 2002)
2. kizuna (7 novembre 2002)
3. Hello (26 février 2003)
4. MESSAGE/PERSONAL (14 mai 2003)
5. Kanshou/MERMAID (27 août 2003)
6. Binetsu (27 novembre 2003)
7. Ai no Tame ni. (4 février 2004)
8. Kaze/Okuru kotoba (16 juin 2004)
9. Afuresou na ai, daite/Namida wo fuite (28 juillet 2004)
10. Usotsuki (17 novembre 2004)
11. Yume no chikara (8 juin 2005)
12. Kaze wo ukete (3 août 2005)
13. Egao No Mama De (15 février 2006)
14. Way To Heaven (14 mars 2007)
15. Namida no Niji/SAVE ME (30 mai 2007)
16. Smile for.../Mou Ichido Dake (24 juin 2009)

### Albums
1. AYAUETO (12 mars 2003)
2. MESSAGE (3 mars 2004)
3. Re. (8 décembre 2004)
4. License (8 mars 2006)
5. Happy Magic ~Smile Project~ (15 juillet 2009)

### Compilation
1. Best of Aya Ueto: Single Collection (20 septembre 2006)

### Album Remix
1. UETOAYAMIX (24 août 2005)

## Filmographie

### Dramas
- Ultraman Gaia (1999) - elle-même (ep46)
- Namida wo fuite (2000) - Momo Fuchigami
- Yome wa mitsuboshi(2001) - Mayu Shinjō
- 3 Nen B Gumi Kinpachi Sensei (2001) - Nao Tsurumoto (Saison 6 & Saison 7 ep11)
- Wataru seken wa oni bakari (2002) - Kana Kojima (Saison 6, ep10-15)
- My Little Chef (2002) - Nazuna Kamosawa
- Kōkō Kyōshi 2003 (2003) - Hina Machida
- Hitonatsu no Papa e (2003) - Marimo Mochizuki
- Satōkibi Batake no Uta (2003) - Mie Hirayama
- Namahōsō wa Tomaranai! (2003) - elle-même
- Ace wo Nerae! (2004) - Hiromi Oka
- Reikan Bus Guide Jikenbo (2004) - Misaki Aoyama (ep3)
- Ace wo Nerae! Kiseki e no Chōsen (2004) - Hiromi Oka
- Yoshitsune (2005) - Utsubo
- koto (2005) - Chieko Sada, Naeko (special aya ueto et shun oguri)
- Attack No.1 (2005) - Kozue Ayuhara
- Misora Hibari Tanjō Monogatari (2005) - Kazue Kato (Misora Hibari, 15-20 ans)
- Nada sōsō~kono ai ni ikite~ (2005) - Miki Oda
- Tsubasa no oreta tenshitachi (2006) - Nanako Komine (ep1)
- Attention Please (2006) - Yōko Misaki
- Shimokita Sundays (2006) - Yuika Satonaka
- Attention Please Special: Yōko, Hawaii ni Tobu (2007) - Yōko Misaki
- Ri Kouran (2007) - Yoshiko Otaka (jeune Ri Kouran)
- Wataru Seken wa Oni Bakari (2007) - Kana Kojima (Saison 8 ep50)
- Hôtelier (2007) - Kyoko Odagiri
- Wachigaiya Itosato (2007) - Itosato
- Abarenbô Mama (2007) - Ayu Kawano
- Attention Please Special: Australia, Sydney (2008) - Yōko Misaki
- Hokaben (2008) - Akari Dōmoto
- Celeb to binbo Taro (2008) - Alice Mitazono
- Konkatsu ! (Katsu Mariage!) (2009) - Haruno Hida
- Kekkon (2009) - Chikage Uehara
- Zettai Reido: Mikaiketsu Jiken Tokumei Sousa (2010) - Izumi Sakuragi
- Jūnen Saki mo Kimi ni Koishite (2010) - Rika Onozawa
- Ai wa Mieru: Zenmō Fūfu ni Yadotta Chiisana Inochi (2010) - Juri Tatematsu
- Nagareboshi (2010) - Risa Makihara
- Zettai Reido SP (2011) - Sakuragi Izumi
- Zettai Reido 2 (2011) - Sakuragi Izumi
- Itsuka hi no Ataru Basho de (2013) - Komoriya Hako
- Hirugao - Heijitsu Gogo 3 ji no Koibito tachi (2014) - Sawa Sasamoto
- I'm Home (2015) - Megumi Ieji
- Zettai Reido: Mizen Hanzai Sennyu Sousa (2018) - Izumi Sakuragi
- Naoki Hanzawa (2020) - Hana Hanzawa

### Films
- The Killers of Paraiso (1999) –  Hikari, personnage principal
- Azumi (2003) – Azumi, personnage principal
- Install (2004) –  Asako Nozawa, personnage principal
- Azumi 2: Death or Love (2005) – Azumi, personnage principal
- Sakura no Sono (2008) - Rimi
- BATON (2009) - Mikaru
- Surely Someday (2010) - elle-même
- Thermae Romae (2012)
- Bushi no Kondate (2013) - Haru Funaki, personnage principal

### Doublage

#### Films
Aya Ueto a participé au doublage japonais de plusieurs films :
- Peter Pan 2: Neverland no himitsu (2002) –  doublage de Jane
- Ashita Genki ni na~re! (2005) – doublage de Kayoko
- Piano Forest (2007) - doublage de Kai Ichinose
- Speed Racer (2008) - doublage de Trixie
- Astro Boy (2009) - doublage d'Atom
- Twilight, chapitre III : Hésitation (2010) - doublage de Bella Swan

#### Jeu vidéo
- Rogue Galaxy (2005) – doublage

## Publications

### Photobooks
- hare nochi ame, nochi hare (2001)
- aiueto (2002)
- September Fourteenth (2003)
- natural (2004)
- Last Teen (2005)
- Breath (2005)

### Manga
- Ueto Aya monogatari (2005)